# Khyal Mohammad Mohammad Khan
Khyal Mohammad Mohammad Khan (Provincia de Gazni, 1957) es un político afgano, quien se desempeñó como Vicejefe Ejecutivo de Afganistán.

## Biografía
En las elecciones parlamentarias de Afganistán de 2005 fue elegido como diputado a la Cámara del Pueblo, la Cámara Baja del Parlamento de Afganistán, por la Provincia de Gazni. En el Parlamento fue jefe de la Comisión de Comunicaciones.
Es miembro de la etnia pastún. Khan ha sido uno de los líderes más importantes del partido y sirvió en altos rangos del partido Hezbi Islami y también se postuló durante las elecciones presidenciales de 2014 como candidato a primer vicepresidente con Abdullah Abdullah. En estos comicios, había intentado ser candidato pero había rechazado, por lo que se unió a la campaña de Abdullah.
Tras la conformación del puesto de Jefe Ejecutivo, para evitar una crisis política nacional, Khan se convirtió en Vicejefe Ejecutivo.